# Sciapus evanidus
Sciapus evanidus är en tvåvingeart som beskrevs av Mario Bezzi 1898. Sciapus evanidus ingår i släktet Sciapus och familjen styltflugor. Inga underarter finns listade i Catalogue of Life.